# Poslušná žena, moudrá manželka
„Poslušná žena, moudrá manželka“ je fráze reprezentující tradiční ideál pro roli ženy ve východní Asii, zahrnující Japonsko, Čínu a Koreu. Poprvé se objevil ke konci 19. století. Frázi „Poslušná žena, moudrá manželka“ (japonsky 良妻賢母, rjósai kenbo; čínsky 賢妻良母/賢母良妻, sien čchi liang mu/sien mu liang čchi) zavedl Masanao Nakamura v roce 1875.
Na konci 19. století bylo od žen ve východní Asii očekáváno, že budou mistrně ovládat dovednosti v domácnosti jako je šití a vaření, a rozvinou své morální a intelektuální dovednosti, aby byly schopné vychovat silné syny pro dobro národa. Rození dětí bylo považováno za „vlasteneckou povinnost“. Ačkoli tato filosofie v Japonsku uvadla po 2. světové válce, feminističtí historikové argumentují, že přežívala až do 80. let.

## Japonsko
Fráze rjósai kenbo – „Poslušná žena, moudrá manželka“ se objevila později v období Meidži na konci 19. století. Původní koncept ideálu prosazoval rovný přístup ke vzdělání. Když ale začaly ženy stále více pronikat do veřejného prostoru, což začalo být vnímáno jako ohrožení status quo, získal tento ideál nový ideologický význam. Oproti původnímu konceptu začal být interpretován spíše jako omezení vzdělávání žen, pouze na dovednosti pro domácnost a rozvoj „ženských kvalit a dovedností“. Omezena byla také particicpace žen v politice. V roce 1899 vyšel zákon zakazující ženám pasivní i aktivní účast v politických debatách a spolcích.
Nacionalistická vládní propaganda začala skrze média šířit ideál rjósai kenbo do povědomí všech společenských vrstev. Jako platforma sloužily např. časopisy, které sloužily buď k politické diskuzi či rovnou oslovovaly ženské publikum a nabízely rady pro moderní hospodyně. Vláda se přikláněla k tradičnímu rodinnému modelu, který v očích elit představovala tradiční rodová struktura bývalé samurajské vrstvy – rodový systém ie seido, v němž má hlava rodiny (patriarcha) největší vliv na veškeré aspekty života rodinných příslušníků. Role žen spočívala především v zajištění mužského potomka, dědice rodu, který převezme roli v rodinné hierarchii. Dalšími úkoly bylo řízení domácnosti, účty, zásoby potravin, šacení a dohled nad členy domácnosti. Rozsahem činností, manželky mužů, kteří byli hlavou rodiny, dosáhly určitého vlivu a nebyly tak zcela podřadné ve svém postavení, jak by jinak odpovídalo výkladu konfucianismu. V rámci konfuciánského učení, z něhož vzešlo ie seido, byla ženám připisována slabost, méněcenost a předpokládala se plná podřízenost a poslušnost vůči mužům. V 2. polovině 19. století došlo k propojení s ideálem rjósai kenbo. Přestože ženská role zůstala převážně spojena s domácností a rolí matky, dostalo se ženám vyššího společenského uznání. Této změny začaly využívat ženské spolky, které se snažily posílit ženskou roli v budoucí společnosti. V 70. a 80. letech 19. století byly v dívčích školách vyučovány jak klasické předměty jako japonština, čínská poezie, próza a kaligrafie, tak předměty „nového učení“– světová historie, jazyky a přírodní vědy.
V 90. letech 19. století vystřídala akademický postoj ke vzdělávání praktická výuka. Ačkoliv měla tato změna negativní vliv na rovnost žen a mužů ve společnosti, pomohla zvýšit procento studujících dívek, neboť praktický obsah učiva přesvědčil mnoho rodičů z nižších vrstev, aby poslali své dcery do školy. Kvůli velké poptávce po středním vzdělání pro dívky, začalo vznikat mnoho soukromých škol, na nichž panovala větší svoboda vzdělávání. Vyšší vzdělávání začali poskytovat cizinci, křesťanští misionáři, kteří zakládali křesťanské školy pro chlapce i dívky. V druhé polovině období Meidži, omezil vyšší vzdělávání dívek zákon o dívčích středních školách. Ten omezil zejména obsah učiva a orientoval výuku k praktickým činnostem. Zákon byl vyhlášen v roce 1899 a utvrzoval princip rjósai kenbo. Císařství se snažilo vyzdvihovat a upevňovat vybrané konfuciánské principy věrnosti a oddanosti rodině, aby vštípilo mladým občanům nacionalistické myšlení a moderní národní hodnoty – řídit se ústavou, respektovat zákony a ochotu poskytnout oběti ve prospěch státu, jako obranu před invazí ze Západu. Zatímco v západních zemích se zlepšovalo společenské postavení žen ve společnosti a formovaly se ženská hnutí, Japonsko se snažilo kontrolovat novou roli žen ve společnosti skrze regulaci vzdělávání a zákazy politických a společenských práv.